# هاربین زد-۱۹
هاربین زد-۱۹، که همچنین دبلیو زد-۱۹ نیز نامیده می‌شود، یک بالگرد شناسایی/تهاجمی سبک چینی است که توسط شرکت هواپیماسازی هاربین (HAMC) برای نیروی هوایی ارتش آزادیبخش خلق چین و هوانیروز نیروی زمینی ارتش خلق چین توسعه یافته‌است. این هواگرد یک نوع رزمی تخصصی از هاربین زد-۹ است که نسخه تحت لایسنس یورو کوپتر دوفین می‌باشد.

## طراحی و توسعه
زد-۱۹ نسخه ارتقا یافته صندلی پشت سر هم از هاربین زد ۹ دبلیو (شبیه به توسعه بل ای اچ ۱ کبرا از بل یواچ-۱ ایروکوای) است که از قطعات مکانیکی مشتق شده از سری یوروکوپتر ای‌اس۳۶۵ دوفین استفاده می‌کند. سری زد- ۹ نسخه‌های تحت لایسنس ساخت هلیکوپترهای دافین هستند.
زد-۱۹ دارای یک دم فنسترون است که سطح سر و صدا را کاهش می‌دهد و بنابراین به بالگرد اجازه می‌دهد تا سطحی از پنهان‌کاری صوتی را به دست آورد. اگزوزها نیز برای کاهش اشعه مادون قرمز طراحی شده‌اند. این بالگرد مجهز به رادار کنترل آتش امواج میلی‌متری است. برخلاف بسیاری از هلیکوپترهای تهاجمی دیگر، فاقد مسلسل یا توپ خودکار است.
زد-۱۹ همچنین دارای پوشش زرهی، صندلی‌های مقاوم در برابر تصادف، و برجک با دوربینهای یابنده مادون قرمز، تلویزیون و فاصله‌یاب لیزری است. همچنین مجهز به دوربین پیشرفته روی کلاه ایمنی (HMS) است، که به نظر متفاوت از سایک زد-۱۰ است.
طراح کل زد-۱۹ دبلیو وو زیمینگ (吴希明) از مؤسسه تحقیقاتی شماره ۶۰۲، یکی از دانشمندان برتر چینی درگیر در برنامه ۸۶۳، پس از فارغ‌التحصیلی از دانشگاه هوانوردی و فضانوردی نانجینگ در سال ۱۹۸۴ بود. وو قبلاً در طراحی نسخه مسلح هلیکوپترهای حمل و نقل Z-8A , Z-11 و WZ-9 شرکت کرده بود. او همچنین در توسعه و آزمایش پرواز یک هلیکوپتر تهاجمی چینی دیگر به نام سایک زد-۱۰(CAIC WZ-10) شرکت کرد. در نهمین نمایشگاه هوایی ژوهای که در نوامبر ۲۰۱۲ برگزار شد، شرکت صنعت هوانوردی چین به‌طور رسمی نام رسمی WZ-10 و Wزد-۱۹ را در یک کنفرانس خبری تلویزیونی اعلام کرد که هر دو هلیکوپتر تهاجمی به نام شخصیت‌های خیالی در لب آب (Water Marging) یکی از چهار رمان کلاسیک بزرگ ادبیات چینی نامگذاری شده‌اند.. WZ-10 به عنوان آتش رعد و برق (Pili Huo، 霹雳火)، نام مستعار کین مینگ (Qin Ming)، در حالی که Wزد-۱۹ به عنوان گرد باد سیاه (Hei Xuanfeng، 黑旋风)، نام مستعار لی کوی نامگذاری شده‌است.

### تولید
هاربین در حال توسعه زد-۱۹ است که انتظار می‌رود در آینده نزدیک با یک هلیکوپتر تهاجمی سنگین تر، سایک زد ۱۰، کار کند و از آن پشتیبانی کند. انواع صادراتی تحت نام دبلیو زد-19 (WZ-19)طراحی خواهند شد (Wǔzhuāng Zhíshēngī, 武装直升机 - هلیکوپتر تهاجمی)، اما هواگردهای مورد استفاده در چین تحت عنوان زد-19(Z-19) طراحی می‌شوند چرا که علامت اختصاری دبلیو زد(WZ) توسط نیروی هوای ارتش خلق چین(PLAAF) برای نامگذاری پهپادها استفاده می‌شود (WZ - Wúrén Zhēnchá پرنده شناسایی بدون خلبان)).

## انواع
- زد-۱۹

## اپراتورها
چین
- نیروی زمینی ارتش آزادیبخش خلق

## مشخصات (زد-۱۹)
ویژگی‌های عمومی
عملکرد
- خدمه: دو، خلبان و مشاهده کننده
- طول: ۱۲متر(39 ft 4 in)
- ارتفاع: ۴٫۰۱متر(13 ft 2 in)
- وزن خالی: ۲٬۳۵۰کیلوگرم (5,181 lb)

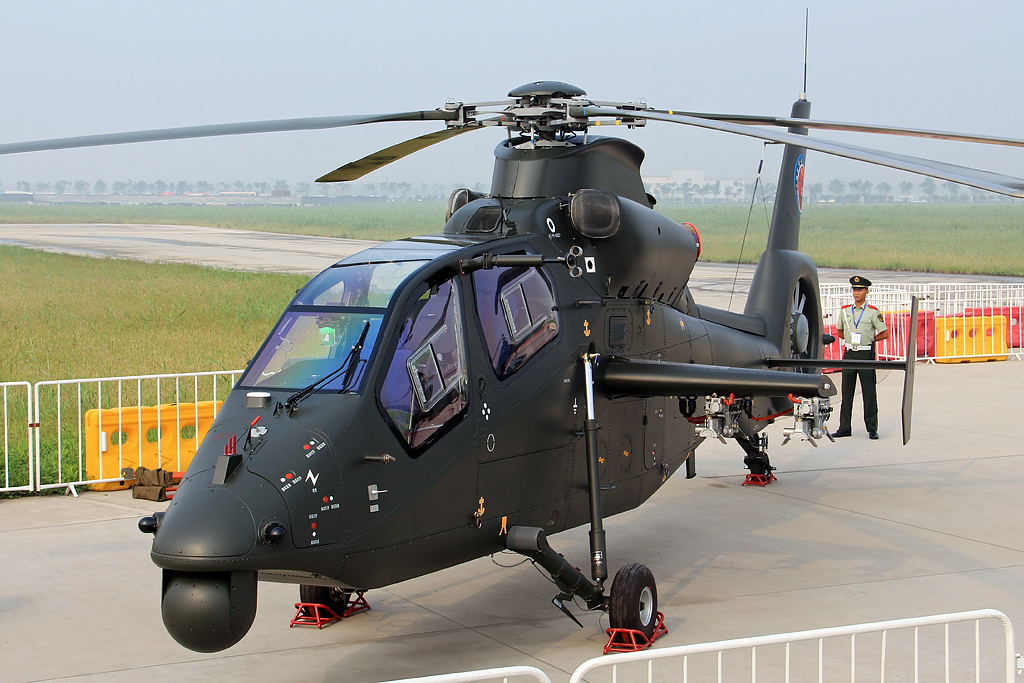
هاربین زد-۱۹ در نمایشگاه هلیکوپتر چین، تیانجین ۲۰۱۳

- حداکثر وزن بلند شدن : ۴٬۲۵۰کیلوگرم (9,370 lb)
- نیروگاه (موتور) : ۲ × WZ-8C توربوشفت، هر کدام 700 kW (940 hp)
- قطر روتور اصلی: ۱۱٫۹۳متر(39 ft 2 in)
- مساحت روتور اصلی : 111.79 m2 (1,203.3 sq ft)

عملکرد
- حداکثر سرعت : 280کیلومتر/ساعت (170 mph, 150 kn)
- سرعت کروز : 245 کیلومتر/ساعت (152 mph, 132 kn)
- برد: 700 کیلومتر (430 mi, 380 nmi)
- دوام: 4 ساعت
- سقف سرویس : 6,000متر(19,685 ft)
- نرخ صعود: 9 متر/ثانیه (1,800 ft/min)

جنگ افزارها
- 2 بالچه برای راکت، زائده‌های نصب توپ، 8 عدد موشک HJ-8 یا بقیه انواع موشکهای ضد-تانک/هوا به سطح/ضد کشتی، ۸ عدد موشکهای هوا به هوا TY-90.[۵]